# The Hidden Pearls
The Hidden Pearls er en amerikansk stumfilm fra 1918 af George Melford.

## Medvirkende
- Sessue Hayakawa som Tom Garvin
- Margaret Loomis som Tahona
- Florence Vidor som Enid Benton
- Theodore Roberts som John Garvin
- James Cruze som Koro Leon